# Вулиця Джерельна (Нікополь)
Вулиця Джерельна — вулиця в місті Нікополь. Пролягає від Першотравневої до Переспективної вулиці.

## Перехрестя
- вулиця Канівська
- вулиця Ясна
- вулиця Полтавська
- Севастопольська вулиця
- вулиця Зоряна
- вулиця Патріотів України
- Робітничий провулок
- вулиця Ватутіна
- вулиця Івана Сулими

## Історія
2023 року Нікопольська міська рада перейменувала вулицю Ушинського на вулицю Джерельну.